# Abraham Gesner
Abraham Gesner (n. 2 mai 1797, Cornwallis Township, Nova Scotia, Canada; d. 29 aprilie 1864, Halifax, Nova Scotia) a fost un medic, fizician și geolog canadian. Gesner are merite deosebite ca geolog în industria petrolului.

## Biografie
Gesner provine dintr-o familie de origine germană. Din anul 1825 studiază medicina la Londra, unde începe să se intereseze de științele naturale. La întoarcerea în Canada va practica medicina și în paralel efectuează studii în domeniul geologiei. În anul 1836 va publica cercetările sale petrografice din Nova Scoția. Harta întocmită de el ușurează explorările geologice în descoperirea zăcămintelor de fier și cărbune. În anul 1838 este însărcinat cu întocmirea unei hărți geologice asemănătoare despre New Brunswick. În anul 1842 se va deschide muzeul renumit New Brunswick Museum, care îi va purta numele. În perioada cercetărilor sale în domeniul mineralogiei, Gesner descoperă în anul 1846 procesul de obținere a petrolului din cărbune, produsul nou obținut fiind numit „kerosen”. În anul 1850 Gesner va întemeia „Kerosene Gaslight Company”, din Halifax, care producea petrol lampant pentru iluminarea străzilor. Firma întemeiată de Gesner se va extinde în anul 1854 sub numele de  „North American Kerosene Gas Light Companya”. Pentru un timp, până la descoperirea petrolului, compania nu reușește să satisfacă necesarul crescut de combustibil. În anul 1861 Gesner publică lucrarea „A Practical Treatise on Coal, Petroleum and Other Distilled Oils”, lucrare de bază în domeniul distilării uleiului mineral. În final, firma lui Gesner va fi cumpărată de concernul Standard Oil Company, iar Gesner se va reîntoare la Halifax, unde va preda ca profesor universitar științele naturale la Dalhousie University.